# Национальный союз этических граждан
Национа́льный сою́з эти́ческих гра́ждан — (исп.: Unión Nacional de Ciudadanos Éticos, UNACE) одна из парагвайских политических партий.

## История
Партия была основана в 2002 году. Её предшественник Unión Nacional de Colorados Éticos был основан в 1996 как фракция в составе правящей партии Колорадо генералом Лино Овьедо. Находившийся под арестом в Бразилии Овьедо в марте 2002 году заявил о желании вернуться в Парагвай и создать новую партию, которая позволила бы ему принять участие в президентских выборах 2003 года. Однако по постановлению Верховного суда Овьедо не смог принять в них участия.
Сама партия «Национальный союз этических граждан» впервые приняла участие в национальных выборах в 2003 году и получила 10 мест в Палате депутатов и семь в Сенате, став третьей партий по числу мест. Гильермо Санчес, кандидат от партии на президентских выборах стал четвёртым, получив 13,9 % голосов.
В январе 2008 года партия выдвинула на президентские выборы Лино Овьедо, который вышел из тюрьмы в сентябре 2007. На выборах партия получила 16 мест в Палате депутатов и девять в Сенате, а Овьедо стал третьим на президентских выборах с 22,8 % голосов.